# Song for Athene
Song for Athene (también conocido como «Alleluia. May Flights of Angels Sing Thee to Thy Rest») es una composición musical del compositor británico John Tavener con letras de Madre Thekla, una monja ortodoxa, destinada a ser cantada a capela por un coro SATB a cuatro partes (soprano, alto, tenor y bajo). Es la obra más conocida de Tavener, fue interpretada por el Coro de la Abadía de Westminster bajo la dirección de Martin Neary en la misa funeral de Diana de Gales, el 6 de septiembre de 1997 mientras el cortejo fúnebre partía de la Abadía de Westminster.
La pieza, que fue un encargo de la BBC, fue escrita en abril de 1993 por Tavener como un homenaje a Athene Hariades, una joven actriz amiga de la familia que murió en un accidente de ciclismo. En el momento en que ella murió, Athene Hariades estaba trabajando como profesora de inglés y teatro en la Universidad Helénica de Londres. Tavener dijo de Hariades: «Su belleza, tanto exterior como interior, se refleja en su amor por la actuación, la poesía, la música y la Iglesia Ortodoxa»- Tavener la escuchó leyendo a Shakespeare en la Abadía de Westminster, y después de su funeral, desarrolló la idea de componer una canción que combinara las palabras del servicio fúnebre ortodoxo y Hamlet de Shakespeare. La obra fue publicada por Chester Music en 1997.

## La música y la letra
«Song para Athene», que tiene una duración aproximada de siete minutos, es una elegía que consiste en la palabra hebrea aleluya («alabemos al Señor») cantada de forma monofónica seis veces como una introducción a los textos extraído y modificado de los servicios funerarios de la Iglesia ortodoxa oriental y de la obra de Shakespeare, Hamlet (probablemente 1599-1601). La letra fue escrita por la Madre Tecla (18 de julio de 1918 – 7 de agosto de 2011), una monja ortodoxa, que cofundó el Monasterio Ortodoxo de la Asunción cerca de Whitby, Yorkshire del Norte, y a quien Tavener llamó a su «madre espiritual». Al salir del funeral de Athene Hariades Tavener tenía la música de Song for Athene completamente formado en su mente. Llamó a la Madre Tecla el mismo día, y le dijo: «necesito la letra». Ella le envió la letra por correo postal, que llegó al día siguiente.
La música llega a un clímax después de la sexta entonación de aleluya con las líneas «Llorando en la tumba crea la canción: Aleluya. Ven, disfruta de las recompensas y las coronas que he preparado para ti». Aleluya es entonces cantada una séptima vez como una coda. Siguiendo el ejemplo de la música tradicional bizantina, un continuo ison o pedal subyace en la obra.
| Letra | Texto original | Fuente                                      |
| --- | --- | ------------------------------------------- |
| Alleluia. May flights of angels sing thee to thy rest.                                                             | Horatio: Now cracks a noble heart. – Good night, sweet prince, And flights of angels sing thee to thy rest! | Hamlet, Acto V escena ii, c.f. In paradisum |
| Alleluia. Remember me, O Lord, when you come into your kingdom.                                                    | O thou who reignest over life and death, in the courts of thy Saints grant rest unto him [her] whom thou hast removed from temporal things. And remember me also, when thou comest into thy kingdom. | Servicio funeral ortodoxo, 23:42            |
| Alleluia. Give rest, O Lord, to your handmaid, who has fallen asleep.                                              | Where the choirs of the Saints, O Lord, and of the Just, shine like the stars of heaven, give rest to thy servant [hand-maid] who hath fallen asleep, regarding not all his [her] transgressions. | Servicio funeral ortodoxo                   |
| Alleluia. The Choir of Saints have found the well-spring of life and door of Paradise.                             | The Choir of the Saints have found the Fountain of Life and the Door of Paradise. May I also find the right way, through repentance. I am a lost sheep. Call me, O Saviour, and save me. | Servicio funeral ortodoxo                   |
| Alleluia. Life: a shadow and a dream.                                                                              | Guildenstern: Which dreams, indeed, are ambition; for the very substance of the ambitious is merely the shadow of a dream. Hamlet: A dream itself is but a shadow. | Hamlet, Acto II escena ii                   |
| Alleluia. Weeping at the grave creates the song: Alleluia. Come, enjoy rewards and crowns I have prepared for you. | Thou only art immortal, who hast created and fashioned man. For out of the earth were we mortals made, and unto the earth shall we return again, as thou didst command when thou madest me, saying unto me: For earth thou art, and unto the earth shalt thou return. Whither, also, all we mortals wend our way, making of our funeral dirge the song: Alleluia. ... Ye who have trod the narrow way most sad; all ye who, in life, have taken upon you the Cross as a yoke, and have followed Me through faith, draw near: Enjoy ye the honours and the crowns which I have prepared for you. | Servicio funeral ortodoxo                   |
| Alleluia. | |                                             |

## Grabaciones notables
La obra ha sido registrada por diversos coros en grabaciones de la obra de Tavener, incluyendo Ikons (Cala, 1994) por los BBC Singers, Tavener: Innocence (Clásicos, 1995) por el Coro de la Abadía de Westminster, John Tavener: Byzantia (Clásica, 1999) por el Coro de la Catedral de Winchester, John Tavener: Song for Athene, Svyati and Other Choral Works (Naxos Registros, 2000) por el Coro de St John's College, Cambridge, John Tavener Collection (Clásicos Universales Grupo, 2003) por el Coro de la Iglesia del Temple y los Holst Singers, e Ikon (Decca, 2006) por The Sixteen.
El Coro de la Abadía de Westminster interpretó la obra en el funeral de Diana de Gales, y aparece en una grabación del servicio publicado por la BBC como Diana, Princess of Wales, 1961–1997: The BBC Recording of the Funeral Services (Uni/London Classics, 1997).
En 2007, la violinista escocesa Nicola Benedetti publicó un álbum titulado Nicola Benedetti: Vaughan Williams; Tavener que contiene un arreglo de la canción para violín solista y orquesta de cuerdas.

## Para más información

### Partitura
- Tavener, John (1997), Song for Athene: (Alleluia, may Flights of Angels Sing Thee to Thy Rest): For Unaccompanied Choir, SATB [musical score; cat. no. CH60991], London: Chester Music, ISBN 0-7119-4389-3..

### Artículos
- Ivry, Benjamin (26 de enero de 2001), «The cat decides: The music of John Tavener – religious music composer», Commonweal (reproduced on Bnet)..
- Higgins, Charlotte (11 de junio de 2007), «'I had a dream vision'», The Guardian, archivado desde el original el 16 de mayo de 2008, consultado el 26 de febrero de 2017..
- McCleery, David, John Tavener, ChesterNovello, consultado el 15 de marzo de 2008..

### Material audiovisual
- Tavener – Choral Ikons [DVD; cat. no. OA 0854 D], Heathfield, East Sussex: Opus Arte; BBC, 2002. – in a programme called Manifestations of God on the DVD, Tavener speaks about his choral music, and the parents of Athene Hariades talk about the inspiration behind "Song for Athene".